# Мерседес, Йермин
Йермин Франсиско Мерседес (исп. Yermín Francisco Mercedes; 14 февраля 1993, Ла-Романа) — доминиканский бейсболист, аутфилдер клуба Главной лиги бейсбола «Сан-Франциско Джайентс». Первый с 1900 года игрок, выбивший восемь хитов в восьми выходах на биту подряд с начала сезона.

## Биография
Йермин Мерседес родился 14 февраля 1993 года в городе Ла-Романа в Доминиканской Республике. В 2011 году он в статусе международного свободного агента подписал контракт с клубом «Вашингтон Нэшионалс», получив бонус в размере 20 тысяч долларов. В течение первых двух лет профессиональной карьеры Мерседес успешно выступал в Доминиканской летней лиге. В 2013 году эффективность его игры на бите снизилась и игрок был отчислен. Сезон 2014 года он провёл, выступая за команды независимых лиг «Уайт-Сэндс Пьюпфиш», «Дуглас Дьяблос» и «Сан-Анджело Колтс». Его показатель отбивания по итогам сезона составил 38,0 %. В сентябре 2014 года Мерседес подписал контракт с клубом «Балтимор Ориолс».
С 2015 по 2017 год Мерседес выступал за команды фарм-системы «Ориолс», продвинувшись до уровня AA-лиги. Его показатель отбивания по итогам трёх сезонов составил 30,4 %, суммарно он выбил 54 хоум-рана. В декабре 2017 года он был выбран клубом «Чикаго Уайт Сокс» на драфте по правилу № 5. Сезон 2018 года он провёл в составе Уинстон-Сейлем Даш, отбивая с эффективностью 28,9 %, выбив 14 хоум-ранов и набрав 64 RBI. Также Мерседес хорошо действовал в защите, предотвратив 41,7 % попыток кражи базы. В 2019 году он сыграл 95 матчей за «Бирмингем Бэронс» и «Шарлотт Найтс». Его общий показатель отбивания по итогам сезона составил 31,7 %, Мерседес выбил 23 хоум-рана и набрал 80 RBI. Весной 2020 года он принял участие в предсезонных сборах с основным составом «Уайт Сокс».
В Главной лиге бейсбола Мерседес дебютировал 2 августа 2020 года, выйдя на поле в роли пинч-хиттера. Регулярный чемпионат 2021 года он начал в стартовом составе «Уайт Сокс» в качестве назначенного бьющего. В первых восьми выходах на биту Мерседес выбил восемь хитов, чего не удавалось ни одному игроку лиги с 1900 года. По итогам апреля он был признан лучшим новичком Американской лиги. В июне его результативность сократилась и Мерседес был переведён в «Шарлотт Найтс». Проблемы с игрой в защите привели к тому, что в состав «Уайт Сокс» его не вернули даже после травмы кэтчера Ясмани Грандаля. Двадцать первого июля на своей странице в Instagram Мерседес сообщил о завершении карьеры. На следующий день он принёс извинения за свой поступок и заявил, что продолжает играть. Главный тренер «Чикаго» Тони ла Русса объяснил ситуацию разочарованием игрока после перевода в фарм-клуб. Оставшуюся часть сезона Мерседес провёл в составе «Найтс». Весной 2022 года он принял участие в предсезонных сборах с основным составом «Уайт Сокс» и в одной из игр получил травму руки, после чего выбыл из строя на срок до двух месяцев. Восстановившись, он провёл 25 игр за Шарлотт, отбивая с показателем 23,0 %. В июне клуб выставил его на драфт отказов, после чего Мерседес перешёл в «Сан-Франциско Джайентс».